# Jia Pingwa
Jia Pingwa (cinese semplificato: 贾平娃; cinese tradizionale:  賈平娃; pinyin: Jiǎ Píngwá) (Shangluo, 21 febbraio 1952) è uno scrittore cinese.

## Biografia
Nato nel 1952 a Shangluo, si è laureato nel 1975 alla Northwest University.
Dopo la laurea ha iniziato a lavorare presso una casa editrice e a pubblicare i primi racconti vincendo nel 1978 il premio nazionale per il miglior racconto breve dell’Associazione degli scrittori cinesi.
Nel corso della sua prolifica carriera ha dato alle stampe numerosi romanzi, saggi e raccolte di racconti imponendosi come una delle voci più autorevoli della letteratura cinese accanto ad acclamati autori quali Mo Yan e Yu Hua.
Tra i riconoscimenti ottenuti si segnalano il Prix Femina Étranger nel 1997 e il Premio Letterario Mao Dun nel 2008.

## Opere principali

### Romanzi
- Shangzhou (商州, 1986)
- Fuzao (浮躁, 1987)
- Fei Du (废都, 1993)
- Bai Ye (白夜, 1995)
- Tu Men (土门, 1996)
- Gao Lao Zhuang (高老庄, 1998)
- Huainian Lang (怀念狼, 2000)
- Bingxiang Baogao (病相报告, 2002)
- Qin Qiang (秦腔, 2005)
- Gaoxing (高兴, 2007)
- Gu Lu (古炉, 2011)
- Lanterna e il distretto dei ciliegi (Dai Deng, 带灯, 2013), Roma, Elliot, 2017 traduzione di Barbara Leonesi e Caterina Viglione ISBN 978-88-6993-422-3.
- Il vecchio (Lao Sheng, 老生, 2014), Roma, Elliot, 2019 traduzione di Patrizia Liberati ISBN 978-88-6993-866-5.
- Ji Hua (极花, 2016)

### Raccolte di racconti
- Bing Wa (兵娃, 1977)
- Shandi Biji (山地笔记, 1980)
- Con la testa a Qin e la coda a Chu (Shangzhou chulu, 商州初录, 1984), Napoli, CUEN, 2010 traduzione di Floriana Castiello ISBN 978-88-7146-775-7.
- Layue, Zhengyue (腊月，正月, 1985)
- Tiangou (天狗, 1986)
- Heishi (黑氏, 1993)
- Zhizao Shengyin (制造声音, 1998)
- Jiaozi Guan (饺子馆, 2002)
- Yishujia Han Qixiang (艺术家韩起祥, 2006)

### Saggi
- Yueji (月迹, 1982)
- Shangzhou Sanlu (商州三录, 1986)
- Hong Hu (红狐, 1994)
- Zao Yizuo Fangzi Zhu Meng (造一座房子住梦, 1998)
- Qiao Men (敲门, 1998)
- Wo Shi Nongmin (我是农民, 1998)
- Lao Xi'an: Feidu Xieyang (老西安：废都斜阳, 1999)

## Premi e riconoscimenti
- Prix Femina Étranger: 1997 vincitore con La Capitale déchue
- Premio Letterario Mao Dun: 2008 vincitore con Qin Qiang